# Част на речта
Частите на речта са класове от думи, обединени по общи елементи от значението (семантиката) и по граматически признаци. В граматиките на различни езици, в това число българския, се разглеждат десет части на речта: съществителни имена, прилагателни имена, числителни имена, местоимения, глаголи, наречия, предлози, съюзи, частици и междуметия.
Съществителните имена назовават предмети в най-широкия смисъл на понятието, тоест всякакви същини, в това число хора (Иван, Мария; приятел, лекарка), животни (котка, куче, лъв), растения (кокиче, здравец), органи (юмрук, око; лапа, клюн; стъбло, листо), предмети в тесен смисъл (книга, маса, стол, огледало), отвлечени понятия (истина, равенство, свобода), събирателни понятия (човечество, народ, войска) и др.
Прилагателните имена назовават признаци, тоест свойства и отношения, и съответно се делят на два вида: качествени и относителни. Относителните прилагателни описват един обект във връзка с друг обект (български, златен, орлов, часовников), затова не се степенуват освен при употреба в преносен смисъл. Качествените прилагателни именуват свойство на обект без връзка с други обекти (остър, бърз, умен, висок) и се степенуват, когато признакът се проявява с различна сила (по-остър, по-бърз, най-умен, най-висок); в противен случай качествените прилагателни не се степенуват (жив, мъртъв) освен в преносен смисъл.
Числителните имена се делят на бройни и редни. Първите назовават брой (три, пет, десет, сто, хиля̀да); вторите назовават поредност (първи, втори, трети).
Местоименията, както терминът показва, заместват имена (съществителни, прилагателни и числителни). Личните местоимения (той, тя, то, те, него, нея, тях, себе си и т.н.) заместват съществителни имена. Други местоимения (такъв, някакъв, негов, неин и т.н.) се използват подобно на прилагателните имена. Местоименията за количество (няколко, толкова и др.) се употребяват вместо числителни бройни имена.
Глаголите означават действия (играя, работя), преходи от едно състояние в друго (оздравявам, заспивам), както и състояния, разглеждани като процеси (живея, спя). Причастията представляват глаголни форми (например мечтал, мечтаел, мечтан, мечтаейки, мечтаещ), повечето от които притежават характеристики и на други части на речта (прилагателни или наречия).
Наречията назовават признак на действие, на предмет или на друг признак (добре, много, бързо, нощем). По това, че назовават признак, наречията приличат на прилагателните имена; затова някои наречия, подобно на съответните качествени прилагателни, се степенуват (по-бързо, най-добре, по-внимателно); други наречия (тичешком, гърбом, мъжката), подобно на относителните прилагателни, не се степенуват. Наречията поясняват степента на друг признак (много висок, много добре, недостатъчно прилежно) или обстоятелствата (време, място, начин), при които протича действието (вчера работих дълго) или се намира предметът (къщата отсреща). По това наречията се различават от прилагателните. Докато прилагателните обикновено са изменяеми, наречията са неизменяема част на речта. Поради това наречията, дори да поясняват съществително име, не се съгласуват с него (градът нощем, реката нощем), а прилагателните се съгласуват по род и число (нощен труд, нощна стража, нощни разходки) и могат да поясняват само съществителни. Местоименните наречия заместват други наречия, по което приличат на местоименията и могат да се разглеждат успоредно с тях. Така например въпросителните наречия (къде, кога, как, защо) и въпросителните местоимения (кой, какъв, колко и др.), относителните наречия (където, когато и т.н.) и относителните местоимения (който, какъвто и др.), неопределителните наречия (някъде, някак и т.н.) и неопределителните местоимения (някой, нечий и др.), отрицателните наречия (никъде, никак и т.н.) и отрицателните местоимения (никой, ничий и др.), обобщителните наречия (всякъде, всякога и т.н.) и обобщителните местоимения (всеки, всякакъв и др.), показателните наречия (тук, там, така и т.н.) и показателните местоимения (този, онзи, такъв и др.) имат очевидни прилики в начина на образуване и в отношението си с частите на речта, които заместват.
Предлозите означават отношение на съществително име (или друга дума, назоваваща предмет) към други думи в словосъчетанието и изречението. В множество езици, включително българския, предлозите стоят пред думата, към която се отнасят (в гората, по пътя, на масата, към града); оттук произхожда названието им.
Съюзите свързват еднородни части на простото изречение (синове и дъщери; свобода или смърт) и прости изречения в рамките на сложното (Казах му да дойде навреме, но мисля, че все пак ще закъснее.), а понякога свързват и единства, по-големи от изречение, тоест напълно допустимо е изречение да започне направо със съюз: Стеснявах се да говоря пред публика. Боях се, че не излагам ясно мислите си. Безпокоях се за външния си вид. Но накрая се оказа, че всичките ми страхове са били напразни.
Частиците са кратки думи, които внасят различни отсенки в значението на изречението (май ще завали сняг), изменят значението на отделна дума (уж болен), служат за образуване на думи (еди-кой, някак, нищо) или форми на думи (ще дойда, не искам). Например с частицата ли се образуват въпроси: Обичаш ли ме?
Междуметията са думи, които не назовават, а непосредствено изразяват чувства и волеви подбуди или имитират природни звуци, гласове на животни или звуци от човешка дейност.
Тези две разновидности се наричат съответно възклицания (aaa, ах, ох, ех, ха-ха-ха, олеле; варда, шът)
и звукоподражания (жжж, ззззз; мяу, бау-бау, кукуригу; трак-чук, жан-жин, тупа-лупа).

## Класификации
- Морфологична класификация. Разделя думите на изменяеми и неизменяеми.
Изменяеми са тези думи, които променят формата си, за да изразят различни граматически значения на категориите, които притежават: число, лице, род и др.

Изменяеми части на речта: съществителни, прилагателни, числителни, местоимения, глаголи.
Неизменяеми части на речта: наречия, предлози, съюзи, частици и междуметия.
- Синтактична класификация. Разделя думите на самостойни и несамостойни.
Самостойни са думите, които могат да бъдат части на изречението (подлог, сказуемо, допълнение и т.н.).
Несамостойните (служебните) думи не могат да бъдат части на изречението в синтактичен смисъл, а само изразяват различни отношения между думите в словосъчетанието, в изречението или между отделните прости изречения в състава на сложното.

Самостойни части на речта: съществителни, прилагателни, числителни, местоимения, глаголи, наречия.
Несамостойни части на речта (служебни думи): предлози, съюзи, частици.
Междуметието не се отнася нито към самостойните, нито към несамостойните части на речта.
Междуметията изобщо не влизат в състава на изречението, а са странични думи в него.
По изключение е възможно междуметия и несамостойни думи да станат части на изречението, например при субстантивиране: Не искам да чувам никакво „не“. Мощно „ура“ разтърси въздуха. Освен това някои междуметия могат да се употребяват в служба на сказуеми: И аз хоп! във водата.
| Част на речта | Част на речта     | Част на речта |
| ------------- | ----------------- | ------------- |
| Изменяема     | Съществително име | Самостойна    |
| Изменяема     | Прилагателно име  | Самостойна    |
| Изменяема     | Числително име    | Самостойна    |
| Изменяема     | Местоимение       | Самостойна    |
| Изменяема     | Глагол            | Самостойна    |
| Неизменяема   | Наречие           | Самостойна    |
| Неизменяема   | Предлог           | Несамостойна  |
| Неизменяема   | Съюз              | Несамостойна  |
| Неизменяема   | Частица           | Несамостойна  |
| Неизменяема   | Междуметие        | —             |

## Разлики между езиците
Граматиките на някои езици се отклоняват в известна степен от очертаната схема.
Например прилагателните в английския език не се съгласуват със съществителните,
защото не се менят по число (нито по род, защото в английския език няма родове);
така отпада една от разликите между прилагателните имена и наречията.
Множество английски думи се употребяват и като глаголи, и като съществителни
(walk, telephone, accent, patrol, set, burden, screen, curve, win, manufacture и мн.др.),
а някои имат значение на глагол, съществително и прилагателно (abstract, calm, fit и др.).
Определителният и неопределителният член (the, a / an) са думи, а не морфеми,
затова в английската граматика се отделят в собствена част на речта (article).
В маорския език тази част на речта съдържа и дума за членуване на собствени имена.
Образуването на отделен клас е въпрос на различна гледна точка в съответната граматика,
а според схемата от началото на статията тези думи се класифицират като частици.